# Diplecus inconspicuus
Diplecus inconspicuus är en tvåvingeart som först beskrevs av Jean-Jacques Kieffer 1912.  Diplecus inconspicuus ingår i släktet Diplecus och familjen gallmyggor.
Artens utbredningsområde är Sri Lanka. Inga underarter finns listade i Catalogue of Life.